# Dê cỏ

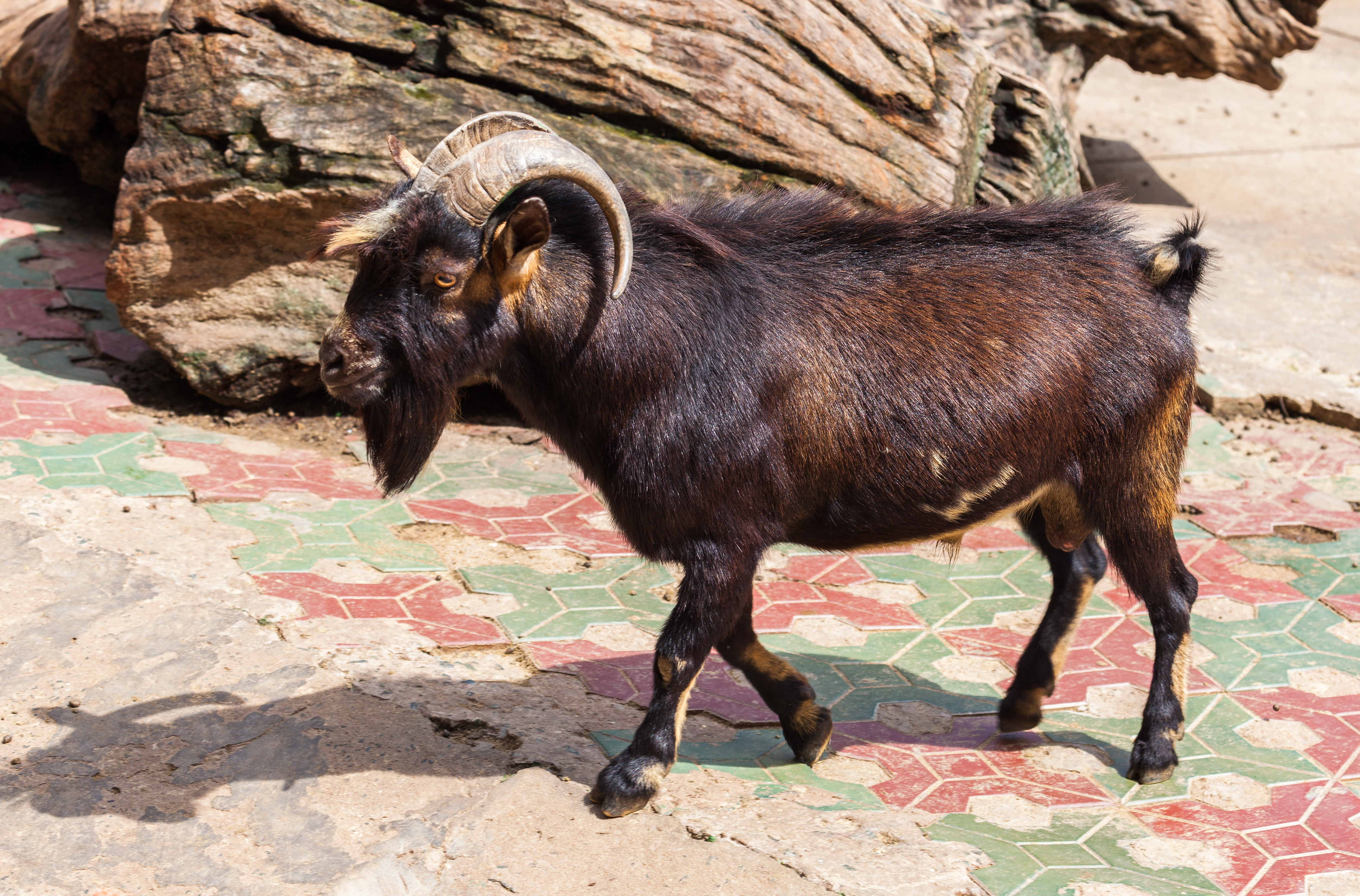
Dê cỏ

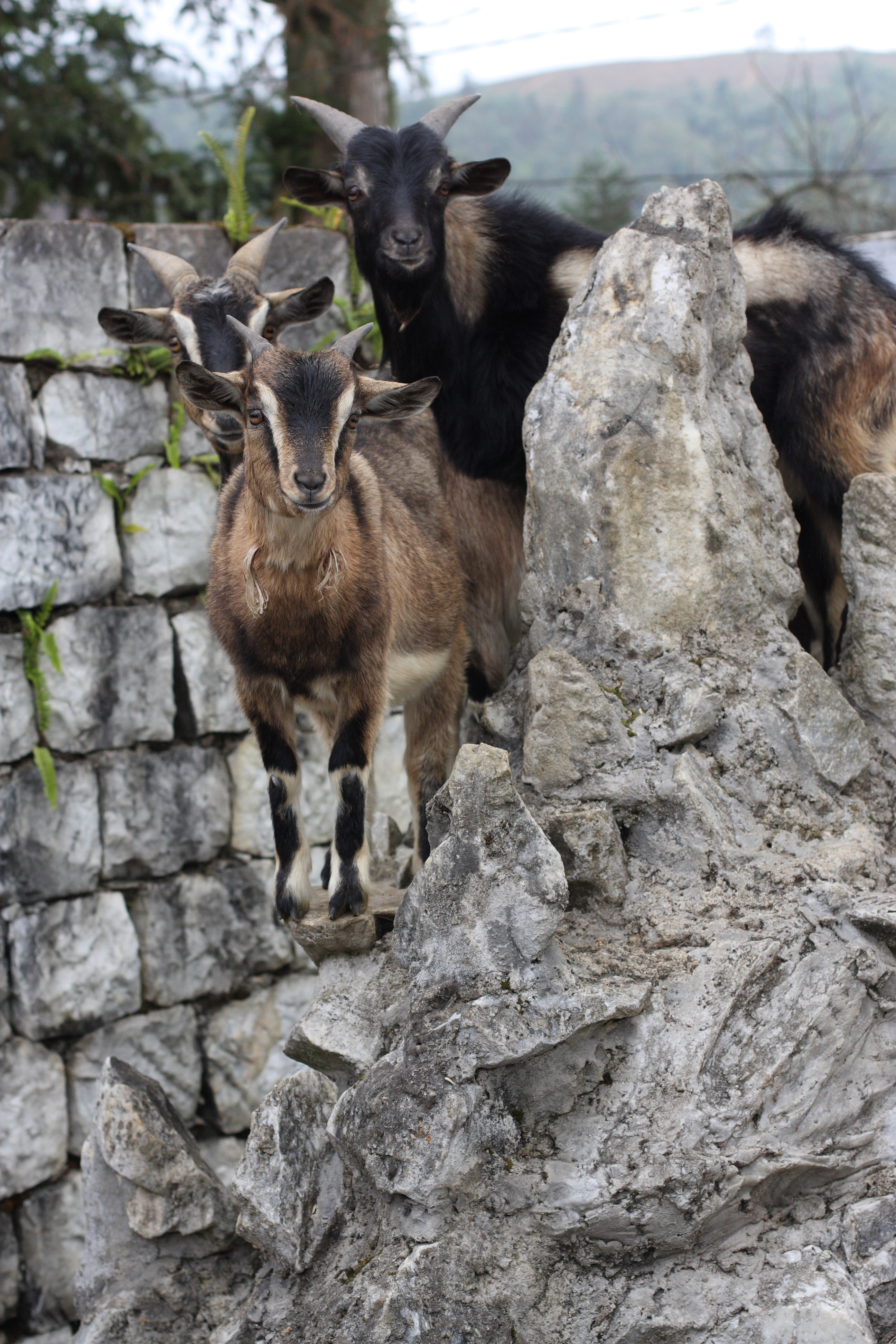
Dê cỏ ở Sapa

Dê cỏ hay còn gọi là dê nội, dê ta hay dê địa phương là một giống dê nhà nội địa có nguồn gốc ở Việt Nam, đây là loài dê thịt phổ biến nhất ở Việt Nam. Dê cỏ nhỏ con, cho ít thịt dê, nuôi không lợi nhiều nhưng nhiều vùng đến nay nhiều người Việt Nam vẫn chuộng nuôi dê này vì chúng sinh sản nhanh, nuôi con giỏi, ít bệnh tật vì thích nghi tốt với thổ nhưỡng của Việt Nam Nhìn chung, Dê cỏ rất dễ nuôi, thịt của chúng lại ngon nên người Việt nuôi nhiều.

## Đặc điểm

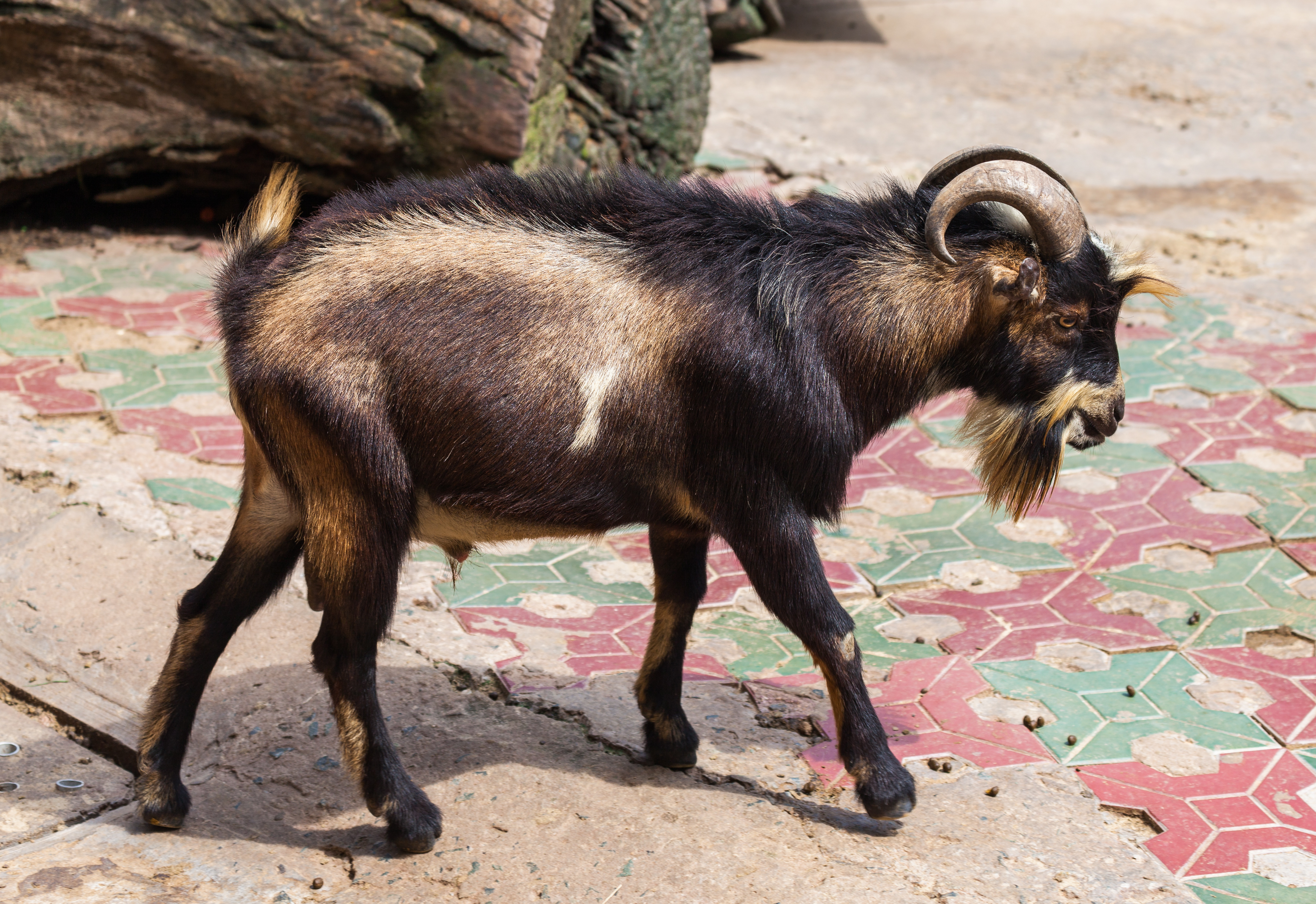
Dê cỏ

Dê cỏ có thân hình thấp nhỏ so với các giống dê ngoại nhập. Dê Cỏ thuộc loại nhỏ con, khối lượng cơ thể: sơ sinh 1,7-1,9 kg. Dê cỏ trưởng thành chỉ đạt từ 30-35kg/con. Tính trung bình thì dê đực nặng khoảng 25 kg, và dê cái nặng độ 20 kg. Dê cỏ có đầu to, đôi tai nhỏ, ngắn và dựng đứng lên, cặp sừng cũng ngắn, sắc lông màu trắng hoặc đen, có con khoang trắng đen, cổ ngắn có bờm và có râu cằm. Màu sắc lông da của giống dê này rất khác nhau nhưng đa số có màu vàng nâu hoặc đen loang trắng hay loang đen, loang trắng. Thịt dê Cỏ chắc thịt và thơm ngon được ưa chuộng tuy vậy dê cỏ tầm vóc nhỏ, năng suất thịt thấp. Khả năng cho sữa 350-370g/ngày với chu kỳ cho sữa từ 90-105 ngày.
Người ta thường chọn những đặc điểm của dê cỏ là đầu to, trán giô, cổ dài, ngực to, lưng phẳng, bụng to vừa phải, hông rộng, lông bóng mịn, bộ phận sinh dục nở nang, bốn chân cứng cáp và thẳng đứng, bầu vú nở rộng với 2 núm vú dài và đưa về phía trước, có nhiều tĩnh mạch nổi trên bầu vú. Đối với dê đực thì có ngoại hình to, khỏe, lượng sữa dê khá. Con dê đực được chọn làm giống có đầu ngắn và rộng, đôi tai to cân đối và dày, cổ to, ngực nở, bốn chân cứng cáp, 2 dịch hoàn to và đều đặn, khả năng phối giống đạt tỷ lệ thụ thai cao. Một con dê đực tốt có thể phối giống cho 5-10 con dê cái.
| Lứa tuổi      | Dê cỏ   | Dê Bách Thảo | Dê barbary | Dê Jumnapari | Dê Beetal |
| ------------- | ------- | ------------ | ---------- | ------------ | --------- |
| Sơ sinh: Đực  | 2,29 kg | 2,78 kg      | 2,31 kg    | 3,41 kg      | 3,5 kg    |
| Cái           | 1,62 kg | 2,3 kg       | 2,19 kg    | 3,0 kg       | 3,0 kg    |
| 3 tháng: Đực  | 6,1 kg  | 11,6 kg      | 9,4 kg     | 12,4 kg      | 12,98 kg  |
| Cái           | 5,3 kg  | 10,1 kg      | 9,1 kg     | 11,7 kg      | 10,7 kg   |
| 6 tháng: Đực  | 9,7 kg  | 17,9 kg      | 14,87 kg   | 18,6 kg      | 19 kg     |
| Cái           | 8,2 kg  | 15,9 kg      | 12,5 kg    | 14,6 kg      | 15,4 kg   |
| 9 tháng: Đực  | 14,3 kg | 25,5 kg      | 19,4 kg    | 24,0 kg      | 26,6 kg   |
| Cái           | 13,7 kg | 22,1 kg      | 15,3 kg    | 20,6 kg      | 22,9 kg   |
| 12 tháng: Đực | 19,8 kg | 31,4 kg      | 23,3 kg    | 30,2 kg      | 31,6 kg   |
| Cái           | 17,2 kg | 26,81 kg     | 18,31 kg   | 29,4 kg      | 25,7 kg   |
| 18 tháng: Đực | 25,0 kg | 41,7 kg      | 31,1 kg    | 39,3 kg      | 40,9 kg   |
| Cái           | 20,7 kg | 33,5 kg      | 21,8 kg    | 27,1 kg      | 29,6 kg   |
| 24 tháng: Đực | 28,0 kg | 46,2 kg      | 34,7 kg    | 47,5 kg      | 50 kg     |
| Cái           | 22,8 kg | 35,3 kg      | 23,71 kg   | 29,0 kg      | 33,0 kg   |
| 30 tháng: Đực | 32,8 kg | 54,3 kg      | 39,7 kg    | 54,4 kg      | 56,2 kg   |
| Cái           | 25,7 kg | 38,6 kg      | 25,8 kg    | 32,1 kg      | 36,0 kg   |
| 36 tháng: Đực | 36,6 kg | 57,3 kg      | 44,9 kg    | 59,5 kg      | 62,3 kg   |
| Cái           | 27,6 kg | 40,6 kg      | 28,0 kg    | 36,2 kg      | 40,1 kg   |

## Sinh sản

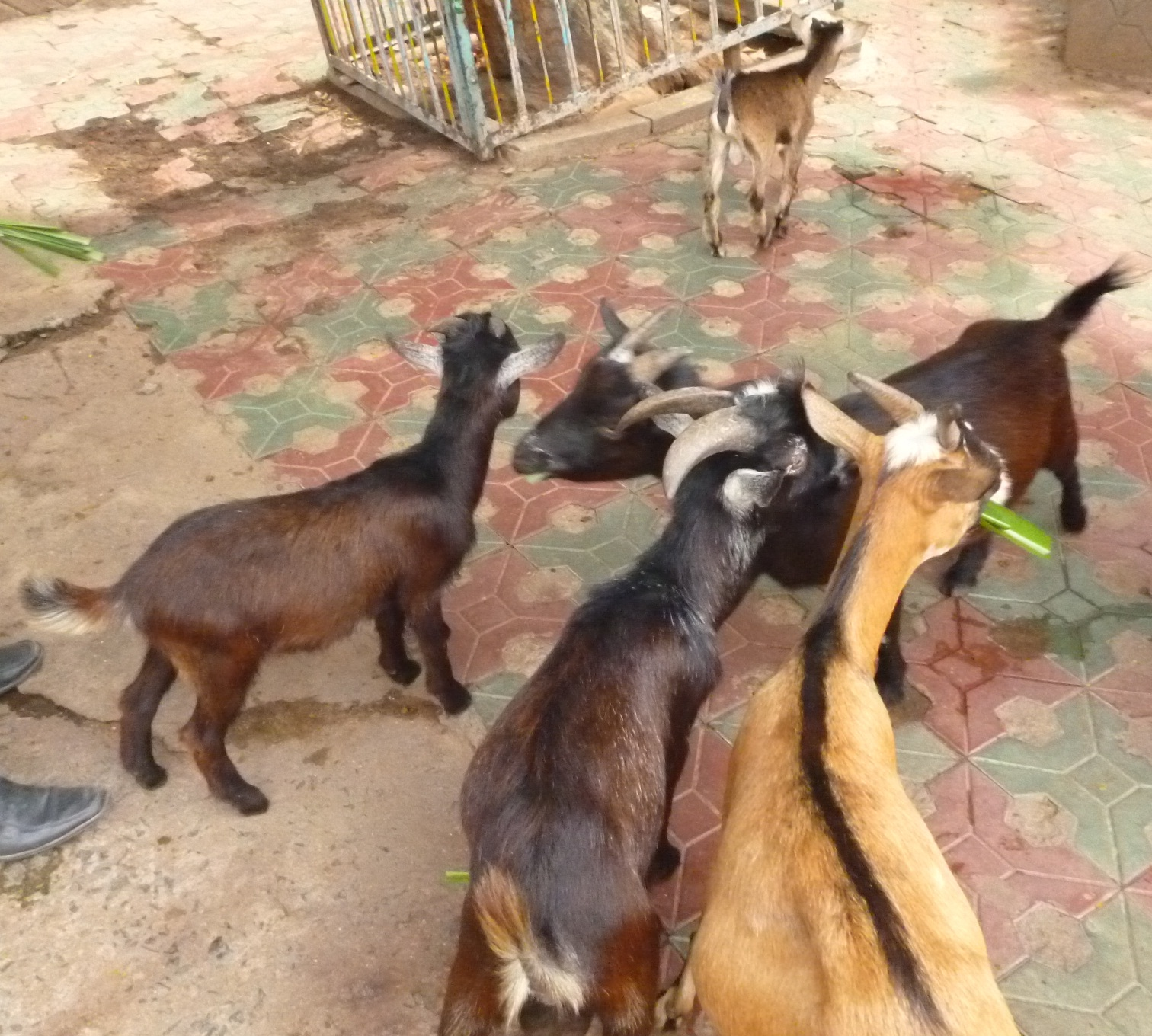
Một đàn dê cỏ ở Việt Nam

Dê Cỏ thành thục sớm, tuổi phối giống lần đầu 6-7 tháng, đẻ 1,4 lứa/năm và 1,3 con/lứa, khoảng 2 năm đẻ 3 lứa, mỗi lứa 1-2 con. Khi động đực âm hộ dê cái thường sưng đỏ lên và nó thường hay chồm lên lưng con đực kéo dài 2-3 ngày. Cho dê cái phối giống 2 lần, sáng sớm và chiều tà trong cùng ngày là đủ mang thai.
Dê cái mang thai trung bình từ 145-155 ngày là đẻ. Dê con lúc mới đẻ đến khi cai sữa mất chứng 3 tháng. Dê cái non phải đạt 7 tháng tuổi và có trọng lượng xấp xỉ 30 kg mới cho phối giống lần đầu. Nên bỏ qua 2 lần động đực đầu tiên đến lằn thứ 3 ba mới cho phối giống. Cho phối giống với dê đực tốt và không đồng huyết.

## Chế độ ăn

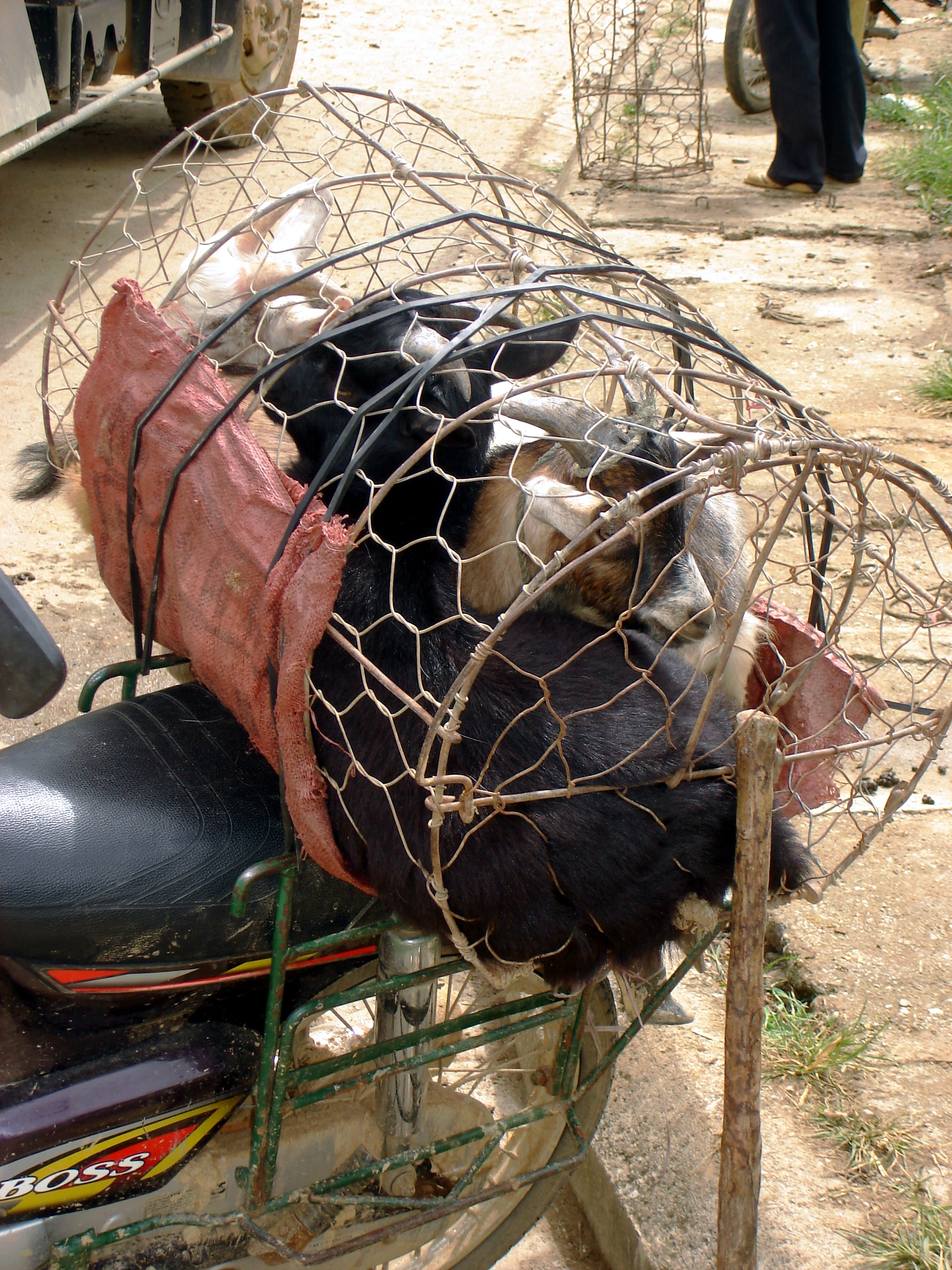

Dê cỏ ăn nhiều loại cỏ, lá và cành non của nhiều loại cây đặc biệt là cây họ đậu, các loại củ quả và hạt ngũ cốc, các phụ phẩm nông nghiệp. Người ta thường nuôi dê theo phương thức chăn thả ban ngày, nhốt vào chuồng chiều và đêm thì mỗi ngày cho mỗi con dê ăn thêm khi đã về chuồng 1–2 kg cỏ non và lá cây họ đậu, 200-300g thức ăn tổng hợp (cám gạo, bột ngô, bột săn, bột đậu tượng trộn với một chút muối) Đối với dê cái đang chửa thì tăng 1,5 lần, dê cái đang nuôi con và được vắt sữa thì tăng gấp 2-3 lần lượng thức ăn thêm đó. Mỗi con dê đực giống mỗi ngày cho ăn khoảng 3,5-4,0 lá cỏ tươi, 1-1,5 kg lá ngô hoặc lá đậu hoặc lá những cây họ đậu khác giàu chất đạm và 0,3-0,4 kg thức ăn tinh. Những ngày dê đực phối giống cho ăn thêm 250-300g đậu giá.
Trước khi dê cái đẻ 10-15 ngày. cần phải giảm lượng thực ăn tinh và thay bằng thức ăn thô (cỏ, lá tươi). Khi dê đẻ cần được hỗ trợ cho nó dễ đẻ. Đẻ xong cho dê uống nước muối hoặc nước đường pha nhạt hơi ấm để dê khỏi khát và ăn nhau con. Cần làm vệ sinh chuồng khi dê đẻ xong. Đối với dê cái đang nuôi con và vắt sữa hàng ngày cần tăng thêm khẩu phần thức ăn thêm trong chuồng về chiều và đêm cho dê, tăng thêm tỉ lệ chất đạm thô trong thành phần thức ăn (cám bột và các loại đậu, lạc), cho dê uống nước đủ sạch.
Dê con sau khi vừa được đẻ ra cần được lau khô mình và cắt rốn cho nó rồi đặt trên ổ rơm cạnh mẹ cho bú đủ ấm áp. Thời gian 10 ngày đầu cần có nhiều chất dinh dưỡng và các kháng thể rất cần cho sự sinh trưởng và phát triển của dê con, tránh cho dê con suy dinh dưỡng và một số bệnh đường tiêu hóa. Dê con từ ngày thứ 11 trở đi ngoài sữa mẹ cần tập dần cho ăn thức ăn chăn nuôi tổng hợp. Dê con theo mẹ bú sữa ban ngày, nhốt riêng và ăn thức ăn tổng hợp ban đêm. Khi dê cái mang thai cần tăng thêm lượng thực ăn cho dê vào ban đêm và không để dê đực chăn thả hay nhốt chung với những con đang có chửa.

## Chăn nuôi

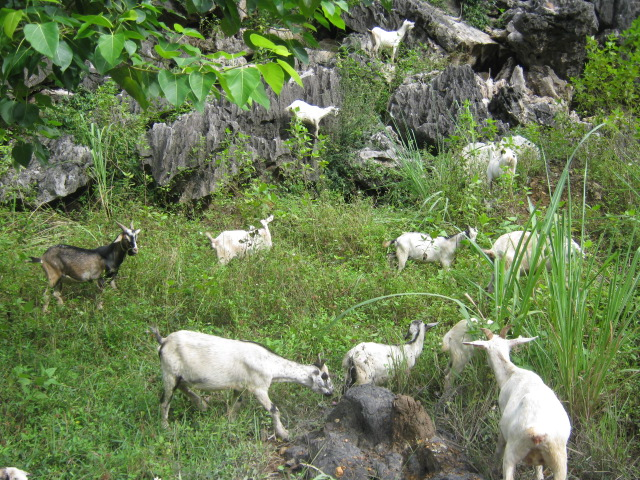
Chăn nuôi dê núi Ninh Bình

Dê Cỏ được nuôi ở hầu hết các vùng sinh thái Việt Nam theo phương thức chăn thả quảng canh, với mục đích lấy thịt. Dê Cỏ thuộc loại dễ nuôi, khả năng thích ứng rộng và có khả năng chống chịu với bệnh tật rất tốt. Đối với các hộ dân miền đồi núi, nuôi dê cỏ theo phương thức chăn thả ban ngày và lùa về nhốt vào chuồng vào ban đêm là thích hợp nhật. Chuồng nuôi dê là một căn nhà hoặc lán trại đơn giản song phải đảm bảo tránh được mưa nắng, gió lùa. Chuồng dê cần thông thoáng, nền chuồng phẳng để dễ làm vệ sinh, có rãnh thoát nước, phân và nước tiểu. Không chăn thả dê nơi trũng, lầy, có nước tù đọng để phòng ngừa bệnh giun sán cho dê.
Để có được một con dê cái tốt làm giống phải chọn từ đời ông bà, bố mẹ rồi đến cá thể làm giống theo các đặc điểm ngoại hình, sức lớn và sản lượng sữa. Chọn những con dê cái có những đặc điểm để trực tiếp sản xuất sữa, thịt vừa làm giống. Không nên chăn thả, nuôi dê đực giống chung với cả đàn dê mà nên nuôi nhốt riêng. Một con dê đực giống tốt, được nuôi dưỡng tốt có thể phối giống cho 10-15 con dê cái.

## Đặc sản
Dê cỏ là nguyên liệu cho món đặc sản ẩm thực được chế biến từ thịt dê sống ở miền núi đá vôi Ninh Bình như tái dê, lẩu dê, dê xào, dê nướng, dê né, dê hấp, dê hầm... và người ta đang duy trì và phát triển giống dê đặc trưng của địa phương. Thịt dê núi Ninh Bình có đặc trưng săn chắc, ít mỡ và có vị thơm.
Ninh Bình có nhiều núi đá, dê chạy nhảy nhiều nên cơ thịt săn chắc, ít mỡ hơn hẳn dê chăn thả trên đồi. Mặt khác, với địa hình đặc trưng của núi đá vôi ngập nước có rất nhiều các loại rau, cỏ, thảo dược thích hợp là thức ăn cho dê như giò gai, giò vàng, bách bộ, ô zô, lim xẹt, móng bò, dướng, bầu trích, mộc sông, mõm chuột, xoan dù, cà gai leo, tạo nên chất lượng và vị ngon của thịt dê..
Dê núi bắt về được đuổi và đánh cho thoát mùi hôi sau đó làm lông, thui vàng, mổ ra ướp với lá hương nhu hoặc lá cúc tần hơn chục phút, rồi lọc lấy thịt (để cả da) đem chế biến thành các món ăn. Tái dê' là thịt dê nhúng vào nước sôi cho chín tái, sau đó thái nhỏ, mỏng đều. Lấy vừng đã rang giã dập, sả thái nhỏ, lá chanh, gừng, ớt tươi thái nhỏ, nước chanh, bột ngọt đổ vào thịt dê tái đã thái, tất cả trộn đều là thành tái dê.
Ăn tái dê phải kèm theo lá sung, chuối xanh, khế, lá mơ và không thể thiếu tương gừng để chấm. Rượu thông dụng với món tái dê Ninh Bình nhất là rượu Kim Sơn. Thông thường có ba loại tái dê. Điều giống nhau là khi ăn cả ba món đều phải dùng tới nước chấm. Nước chấm phổ biến nhất là tương Bần (Hưng Yên). Người ta cho rằng chỉ có loại tương bần ấy mới "xứng" với tái dê Ninh Bình. 

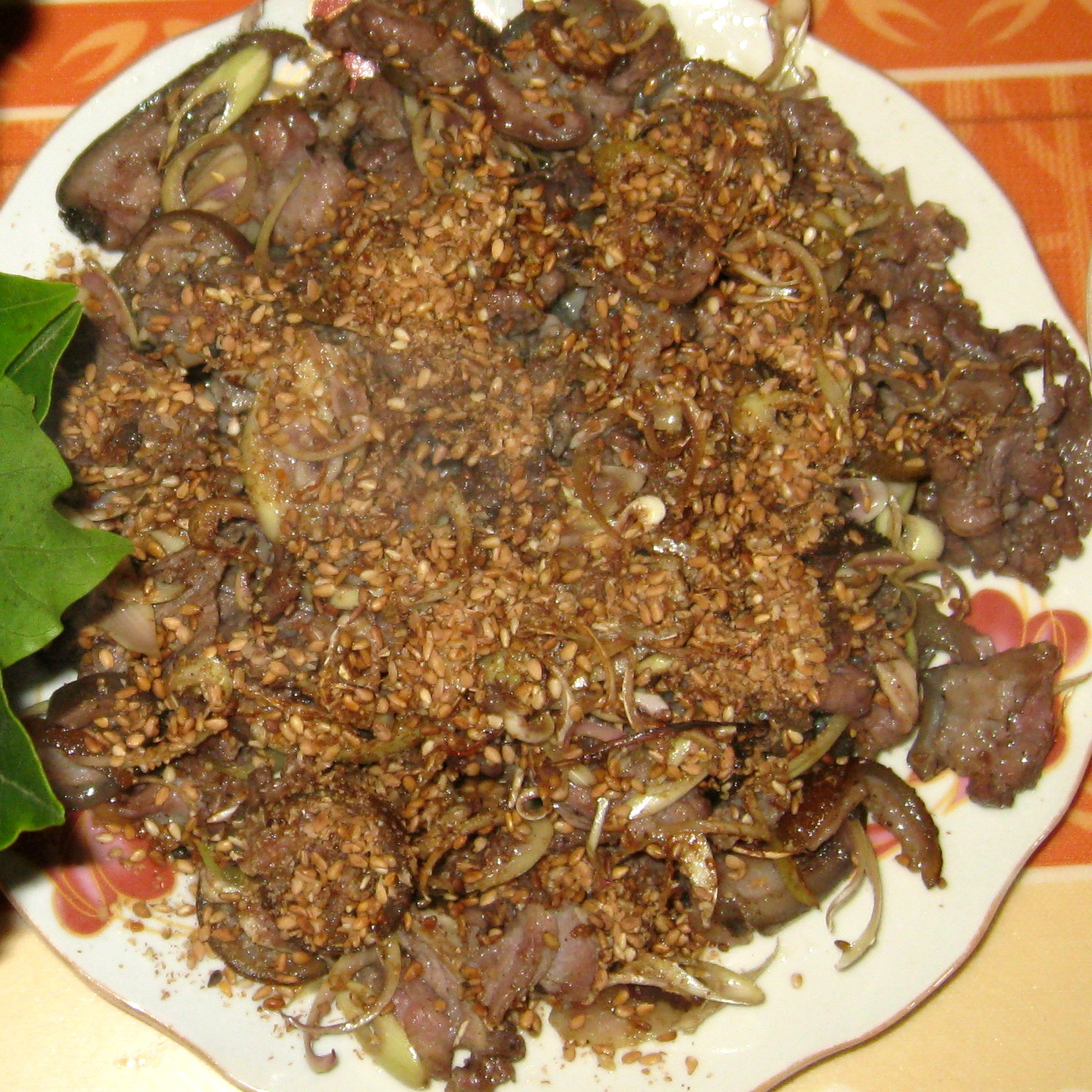
Một đĩa tái dê ở Ninh Bình

- Tái nhúng là cách thịt dê thái mỏng thành lát rồi nhúng vào nước đang sôi. Ăn theo cách này thì thịt dê được dai hơn.
- Tái lăn là cách thịt dê thái mỏng rồi lăn qua chảo mỡ nóng. Loại tái này khi ăn có vị thơm và bùi béo.
- Tái vừng: thịt dê thái mỏng lăn qua chảo mỡ nóng như cách làm trên, sau đó đưa ra bóp trộn kỹ với vừng hoặc lạc rang tán nhỏ cùng một số gia vị khác.

Tiết canh dê có thể chọn uống tiết dê tươi bằng cách hứng tiết chảy uống khi tiết hãy còn nóng hổi hoặc là chế biến món tiết canh dê truyền thống. Khi làm món này, ngoài tiết dê còn có các thành phần phụ băm nhỏ như lòng, sụn, thịt bì, lạc rang và các gia vị khác như hạt tiêu, lá chanh, rau thơm...
Ngoài ra còn dê nướng, lườn dê xào lăn, dê tái chanh, dê hấp sả, dê xào sa tế, dê xào thập cẩm, ngọc dương xào xả ớt, dê bóp thấu, dê hấp cách thủy, dê hầm rượu vang, dê nướng xá xíu, sườn dê tẩm mật ong quạt than hồng, lẩu dê ngàn dặm, cháo Ngọc dương, dê xào rượu XO, óc dê chiên bột, lẩu dê khô, dê cuộn phô-mai, ngọc dương hầm thuốc bắc, thịt dê hầm phụ tử, sườn dê nướng ngũ vị, canh hạ nguyên, cà ri dê, chả dê ba lớp, dê nướng ngũ vị hương, vú dê nướng, dê nướng mọi, né mọi, dê con quay, rượu huyết dê, chân móng dê hầm thuốc...

## Tham khảo

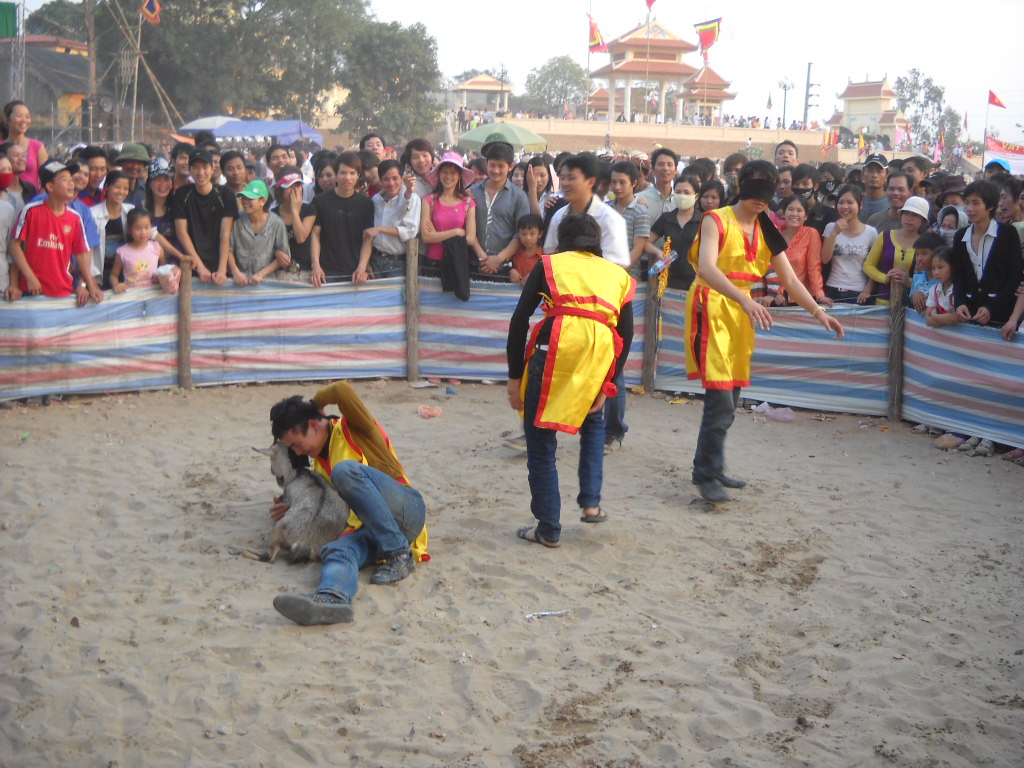
Bịt mắt bắt dê ở Bắc Ninh